# 蘇格里夫
49°22′17″N 24°22′10″E / 49.37139°N 24.36944°E

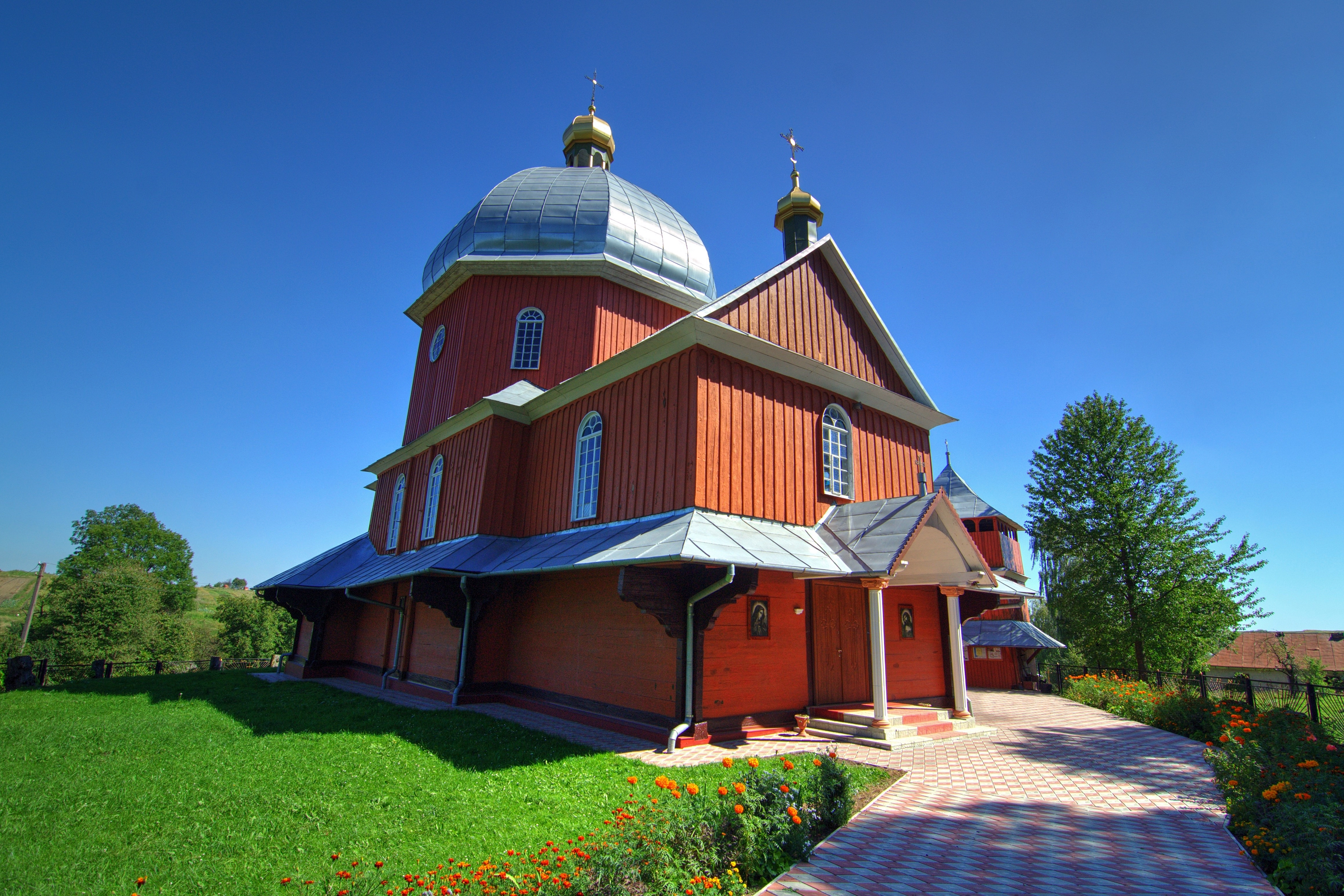

蘇格里夫（烏克蘭語：Сугрів），是烏克蘭西部的村莊，隸屬利維夫州的斯特雷區。該村始建於1515年，面積1.44平方公里，2001年人口485，人口密度每平方公里336.81人。